# Unipublic
Unipublic est une entreprise espagnole, organisatrice de nombreux événements sportifs et culturels. 
Créée en 1975, Unipublic organise des épreuves cyclistes dont le Tour d’Espagne depuis 1979. Elle est également présente dans d'autres sports (football, le basket, athlétisme, gymnastique, ski, natation, etc.).
Unipublic appartenait aux frères Enrique et Eduardo Franco jusqu'en avril 2005, date à laquelle, elle est devenue propriété de la chaîne de télévision espagnole Antena 3.
En juin 2008, Antena 3 a vendu 49 % du capital d'Unipublic et en 2011 Antena 3 vend 51% des parts restantes à Amaury Sport Organisation (organisateur du Tour de France).